# Семиотика моды
Семиотика моды — раздел семиотики, изучающий информационный потенциал костюма как знаковой коммуникативной системы. Знаковая система костюма передает окружающим информацию о своем владельце и является неотъемлемой частью социокультурного информационного поля. Она представляет собой совокупность предметов одежды, обуви, аксессуаров и их выразительных средств — цветовой гаммы, фактуры, формы, деталей. В костюме современного человека одновременно отражаются множество свойственных ему характеристик, ролей и моделей поведения, сообщения о которых пересекаются в многослойном пространстве знакового языка. Таким образом, через пространственные структуры выражается культурная и персональная идентичность человека. Семиотика костюма может быть рассмотрена как одно из центральных направлений теории моды.
Представителями семиотического подхода к анализу моды являются Торстейн Веблен, Ролан Барт, Жан Бодрийяр и другие.

## Семиотика моды как наука

### Объект семиотики моды
Семиотика моды основывается на классической теории знаковых систем Ю. М. Лотмана, согласно которой мода выступает одной из вербально-визуальных вторичных моделирующих систем. Объектом семиотики моды выступает костюм как знаковая система. Семиотическая функция моды обусловлена её способностью распространять важные культурные коды в области невербальной коммуникации и тем самым оказывать влияние на вербальную коммуникацию.

### Основные исследователи семиотики моды
Широкую популярность семиотический подход к изучению моды приобрел в 60-е годы XX века, хотя ранние его проявления присутствуют у Торстейна Веблена. Попытка толкования символики одежды представлена в его книге «Теория праздного класса: экономическое исследование институций». По Веблену, механизм моды функционирует на основе стремления высшего класса продемонстрировать свое материальное благосостояние, а средних слоев — воспроизвести чуждую им потребительскую модель и символически приблизить свое социальное положение к более высокому. Веблен сравнивает европейскую аристократию конца XIX века, привилегированность которой выражалась не столько в богатстве, сколько в этикете и особой культуре, с высшими слоями американского общества того же периода. За неимением других средств богатые американские собственники прибегали к демонстративному использованию потребительских благ, в том числе модной одежды. Помимо высокой цены, одежда отличалась подчеркнутой непрактичностью.
Значительная часть привлекательности, свойственной лакированной обуви, безупречному белью, сияющей шляпе в форме цилиндра и прогулочной трости, столь сильно усугубляющим прирождённое чувство собственного достоинства господина, идет от того, что в них содержится многозначительный намек: их владелец, так одетый, не может быть причастным ни к какому занятию, прямым и непосредственным образом представляющему собой какую-нибудь общественную пользу. Изысканная одежда служит своему назначению не только в силу дороговизны, но и на том основании, что она является эмблемой праздности. Она не только доказывает, что носящий её в состоянии потреблять относительно большие ценности, но и в то же время — что он потребляет, не производя.
Ярким представителем семиотического подхода к анализу моды является Ролан Барт. В своей книге «Система моды» Барт рассматривает моду как аспект знакового организма культуры — мифа, опираясь на работы швейцарского лингвиста Фердинанда де Соссюра. По Барту, мода соединяет в себе три языковые системы: одежду-образ, одежду-описание и реальную одежду. В свою очередь, одежда-описание имеет три обязательных составляющих: объект, суппорт и вариант. Смена моды происходит из-за изменения вариантов, а вариации суппорта формируют понятие элегантности. Одежда имеет технологическую, иконическую и вербальную структуры. Первая представляет собой исходный язык-код, две другие являются переводами с исходного языка. Все три элемента входят в вестиментарную матрицу, которая проецирует описание одежды на её образ и позволяет «просвечивать смыслом инертные материалы».
Структуралистический подход Ролана Барта лег в основу постмодернистской концепции моды Жана Бодрийяра. В своем эссе «Мода, или феерия кода», входящем в состав книги «Символический обмен и смерть», Бодрийяр рассматривает моду как систему знаков, утративших присутствовавшую у Барта связь означаемого и означающего.
Мода — это не дрейф знаков, а их плавающее состояние, как нынешний плавающий курс денежных знаков. <…> Мода — это стадия чистой спекуляции в области знаков, где нет никакого императива когерентности или референтности, так же как у плавающих валют нет никакого устойчивого паритета или конвертируемости в золото; для моды (а в скором будущем, вероятно, и для экономики) из такой недетерминированности вытекает характерная цикличность и повторяемость, в то время как из детерминированности (знаков или же производства) следует непрерывный линейный порядок.

## Специфика костюма как знаковой системы
В контексте семиотики мода и, в частности, костюм как знаковая система, представляет особую область исследования и обладает рядом уникальных черт:
- Сочетание информативной и практической функции, не свойственное предметам культурно-бытового назначения. Концептуальное содержание знаковости костюма неотделимо от его утилитарного применения и формальных качеств.
- Комплекс костюма предполагает физическое присутствие человека в отличие от других предметов декоративно-прикладного искусства и обихода.
- Симбиоз предметов одежды и человека являет собой комплекс знаков различного характера: личностные характеристики, социальная и этническая принадлежность, предпочтения, отношение к религии, профессия и другие.
- Способность к символической невербальной коммуникации даже в отсутствие вербального общения.
- Существования ограничений возможности считывания знаков костюма, например, в силу сознательной защиты информации или её намеренного искажения.
- Антропометрические формы как непременная основа знаковой системы костюма, которую, как следствие, можно только усовершенствовать, а не заменить чем-то принципиально новым. Стремление человека к трансформации фигуры и выхода за установленные рамки выступает одной из основ современной индустрии моды[3].
- Неявный характер знаковой системы костюма и, как следствие, зачастую неосознаваемый процесс коммуникации.

Костюм как неотъемлемая часть современного визуального дискурса представляет собой материальный носитель смысла, распространяемого модой, и становится определённым поступком, способом не столько эстетического, сколько экзистенциального переживания. Следует обратить внимание, что близкие принципы могут быть обнаружены не только в моде, но и в фотографии.

## Разновидности кодов
Знаковая коммуникативная система костюма включает в себя два стержневых вида кодов, которые существуют в общекультурном глобальном пространстве: традиционные и модные.
Устойчивые и неподверженные циклической изменяемости, традиционные коды подразделяются на универсальные и этнические. Универсальные традиционные коды ярко выражаются в профессиональном дресс-коде. Например, белая медицинская форма, передающая сообщение о стерильности; униформа, транслирующая имидж предприятия; деловой костюм как знак рационализма и практичности. Этнические традиционные коды несут в себе информационное сообщение об этническом стереотипе, транслируя информацию как об отдельной личности, так и о народе и стране его проживания. Такие коды хранят в себе многовековой опыт поколений и активно применяются в модной индустрии в качестве источника творчества.
Модные коды подвержены временным изменениям знаковых смыслов и существуют в обществе с размытой классовой структурой, открывающей возможность для социальных миграций и самореализации. Модным кодам присущи основные ценности моды — современность, универсальность, демонстративность и игра. Они несут в себе идею социокультурного феномена моды, в основе которого лежит дуализм человеческих потребностей — желание выделиться и желание подражать. Модные коды подразделяются на универсальные и концептуальные.
Универсальные модные коды находят отражение в современных костюмах массового производства, имеющих стабильную основу. Упрощение формы одежды в сочетании с усложнением её вторичных символических смыслов приводят к усилению роли интерпретации в моде и изменению её функционирования. Современный универсальный модный костюм создается из знаков и кодов прошлого и настоящего, цитирование становится основным приемом его тиражирования. Концептуальные модные коды формируются под значительным влиянием произведений искусства и отсылают к тому, что лежит за гранью материальной формы: авторские интерпретации, анализ понимания знаковой системы костюма в целом. Они позволяют отражать окружающий мир во всей его полноте и трансформировать его сообразно субъективным желаниям дизайнера.

## Семиотика моды в современном обществе

### Визуальная коммуникация политических изменений
Изменения моды параллельны процессам политических изменений и осуществляют их семиотическую коммуникацию. Так, например, в моде нашли отражение начало перестройки (унифицированная свободная одежда как символ социального равенства и коллективизма), распад СССР (усиление этнических компонентов, вязаная одежда как символ товарного дефицита), переизбрание президентом Б. Н. Ельцина и режим соревновательной олигархии (резкий контраст мужских и женских образов как символ гендерного неравенства).

### Знаковый характер костюма субкультур
Костюм представителей молодёжных субкультур носят ярко выраженный знаковый характер. Например, фенечки, которые носили хиппи — это специально разработанная система знаков, символ принадлежности к братству и определённого стажа в нём. Ещё одним знаком хиппи является повязка на лбу как символ пути и дистанцирования от общества.

## Критика семиотического подхода
Семиотический подход к анализу феномена моды, основанный на «Системе моды» Ролана Барта, является объектом обширной дискуссии. Критике подвергается представление о моде как о комбинации кодов, подлежащих дешифровке и содержащих скрытый смысл. Современные исследователи рассматривают моду, как доказательство того, что образование смысла может основываться не только на принципе знакового обмена. Не каждое знаковое отношение обязательно является структурным. Несводимость содержания к конечной форме как основа, образующая моду, приближает её к идее сакрального, не поддающегося систематическому знаковому прочтению и анализу.